# Coût par engagement
Pour les articles homonymes, voir CPE.
Le coût par engagement (en anglais, cost-per-engagement (CPE) ou engagement-based pricing) est un modèle de facturation de publicité sur Internet où les annonceurs ne paient que lorsque les utilisateurs interagissent activement avec les annonces.

## Exemple
Des annonceurs peuvent payer pour des publicités Lightbox en JavaScript (un type d'annonce pouvant s'agrandir et couvrir une grande partie d'une page Web) sur une base de coût par engagement, ce qui signifie que les éditeurs obtiennent des revenus de ces publicités seulement lorsque les internautes choisissent d'interagir avec les annonces, par exemple, en survolant les annonces pendant deux secondes pour les agrandir.
Un autre exemple de tarification basée sur l'engagement permet aux annonceurs de payer uniquement lorsque l'internaute clique sur une annonce et passe plus de 15 secondes à lire la page de destination.
En matière de marketing d'influence, où les marques paient des créateurs de contenu pour produire et publier du contenu commandité, le coût par engagement est calculé comme le coût total du contenu (un article de blogue par exemple) divisé par le nombre total de likes, de commentaires, de partages, etc.

## Modèles publicitaires
Il existe plusieurs modèles publicitaires. Chaque modèle publicitaire fait écho à une étape du cycle de vente [Impression (affichage) > Clic > Lead (inscription) > Achat (action)] :
- Impression : modèle publicitaire au CPM (coût par mille impressions) ;
- Clic : modèle publicitaire au CPC (coût par clic) ;
- Lead : modèle publicitaire au CPL (coût par lead, par exemple, inscription à un site internet ou à une newsletter) ;
- Action : modèle publicitaire au CPA (coût par action, par exemple, un achat) ;
- Engagement : modèle publicitaire au CPE (coût par engagement, c'est-à-dire interaction avec l'annonce).

Le Retour sur Dépenses Publicitaires (ROAS) est un indicateur crucial dans l'évaluation des modèles publicitaires comme le CPE. Ce calcul mesure l'efficacité des dépenses publicitaires en comparant le revenu généré à chaque dollar dépensé en publicité. Dans le cadre du coût par engagement, le ROAS aide les annonceurs à comprendre si les interactions des utilisateurs avec les annonces se traduisent par une valeur tangible, qu'il s'agisse de conversions, de téléchargements ou d'autres actions cibles.